# Concerto per pianoforte e orchestra n. 1 (Prokof'ev)
Il Concerto per pianoforte e orchestra in Re bemolle maggiore op. 10 è stato scritto da Sergej Prokof'ev tra il 1911 e il 1912. È il primo dei cinque concerti per pianoforte composti dal musicista.

## Storia
Nel 1911 Prokof'ev, ancora studente del Conservatorio di San Pietroburgo, aveva avuto critiche negative nei riguardi di alcune sue composizioni quali il poema sinfonico Sogni op. 6 e lo Schizzo autunnale op. 8, giudicate troppo impressionistiche da molti critici, tra cui Leonid Sabaneev.

Il musicista cercò allora di attuare un linguaggio armonico più innovativo, ottenendo già risultati nei Quattro pezzi per pianoforte op. 4, terminati in quell'anno. Si dedicò quindi alla composizione del suo primo concerto per pianoforte in Re bemolle maggiore che terminò nel gennaio 1912. L'opera fu eseguita pubblicamente per la prima volta a Mosca il 7 agosto 1912 alla Sala Grande del Conservatorio con la direzione di Konstantin Saradzhev e con l'autore come solista. Le reazioni furono diverse; parte degli ascoltatori rimase sconcertata dalla forza ritmica e dall'originalità della partitura. I più conservatori pensarono che Prokof'ev dovesse essere internato in un ospedale psichiatrico. Il celebre critico Sabaneev affermò che significasse disonorare la musica dare questo nome alla partitura di Prokof'ev, definendola "cacofonia" . Altri, fra cui Nikolai Myaskovsky e il critico Viacheslav Karatighin difesero il lavoro colpiti dalla grande innovazione e dal virtuosismo.
Nel maggio 1914 Prokof'ev terminò i cinque anni di perfezionamento al Conservatorio e si presentò al Concorso Anton Rubinstein che era destinato a pianisti molto dotati. Sapendo che difficilmente avrebbe potuto avere successo con un concerto classico, decise di presentarsi con il suo Concerto n. 1 consegnando venti copie della partitura appena stampata agli esaminatori. Il Concerto fu diretto da Nikolaj Čerepnin, insegnante di Prokof'ev, a cui il lavoro era dedicato. Il compositore lasciò di stucco la giuria con il suo eccezionale virtuosismo e con la novità della musica ottenendo, nonostante il parere contrario di Glazunov, direttore del Conservatorio, il primo premio, un pianoforte a coda Schroeder.

## Analisi
Strutturalmente il Concerto n. 1 ha l'aspetto di un concerto classico, con due tempi allegri che ne inquadrano uno lento:
- Allegro brioso
- Andante assai
- Allegro scherzando

In realtà l'opera è più un Allegro di sonata che espone tre movimenti da eseguire senza soluzione di continuità; la scrittura si basa essenzialmente su momenti diversi, concentrati però sul ritorno di un unico tema principale. Prokof'ev ha preso come spunto per la sua composizione lo schema della Sonata in Si minore di Franz Liszt, infatti il Concerto si svolge con un'introduzione, due temi esposti, ripetizione dell'introduzione, tempo lento (Andante), segue lo sviluppo in forma di scherzo, cadenza e coda
L'opera inizia in modo maestoso con un'introduzione orchestrale che si avvicina ai concerti di Čajkovskij. L'entrata del pianoforte è decisamente d'urto, con sonorità forti e aspre sempre sostenute da un ritmo frenetico. Numerosi sono i cambiamenti di tonalità che portano l'esposizione del primo tema in Re bemolle maggiore a un Do e quindi al Mi minore nel secondo tema, tutto senza passaggi intermedi. Le sonorità martellanti del pianoforte si pongono già come una caratteristica del giovane musicista, così come l'introduzione di elementi burleschi e grotteschi quali il tema di marcia che affiora a più riprese nella partitura o l'uso in fortissimo del basso tuba e dei corni.
L'unità del Concerto op. 10 sta proprio in quel ripetersi ciclicamente di diversi movimenti, creando così "un piccolo gioiello di costruzione architettonica e di continuità discorsiva".

## Organico
Pianoforte solista, ottavino, due flauti, due oboi, due clarinetti, due fagotti, controfagotto, quattro corni, due trombe, tre tromboni, basso tuba, timpani, percussioni, archi.